# دائرة خميستي
دائرة خميستي هي إحدى دوائر ولاية تيسمسيلت الجزائرية.